# John Sulston
John Edward Sulston (ur. 27 marca 1942 w Cambridge, zm. 6 marca 2018) – brytyjski biolog i biochemik, laureat Nagrody Nobla z dziedziny fizjologii i medycyny w roku 2002 za wyjaśnienie zjawiska apoptozy.
W 1963 ukończył studia na Uniwersytecie Cambridge. W 1969 został profesorem w MRC Laboratory of Molecular Biology (Laboratorium Biologii Molekularnej) Uniwersytetu Cambridge. Był kierownikiem Human Genome Project w Wielkiej Brytanii, mającego na celu analizę ludzkiego DNA. W 1998 jako pierwszy opisał wszystkie geny zwierzęcia – nicienia Caenorhabditis elegans, którym się zajmuje od ponad 30 lat. Prowadził też badania nad mechanizmami molekularnymi w procesie rozwoju organów oraz apoptozy, wykrył jako pierwszy gen powodujący apoptozę.
Prowadził, wspólnie z Sydneyem Brennerem, badania w Laboratorium Cavendisha w Cambridge nad nicieniem Caenorhabditis elegans i przyczynił się do wyjaśnienia zjawiska apoptozy. Za badania genetycznego mechanizmu procesu rozwoju organów (zob. np. ogólny plan budowy kończyn) w 2002 otrzymał Nagrodę Nobla, razem z Brennerem i H. Robertem Horvitzem.
Jego odkrycia pomogły w leczeniu m.in. chorób nowotworowych.